# Erepenning van het Nederlandsch Olympisch Comité
De Erepenning van het Nederlandsch Olympisch Comité is een particuliere onderscheiding. Omdat het een hoge onderscheiding van het Nederlands Olympisch Comité betreft wordt de in 1932 ter gelegenheid van het 20-jarig bestaan van de NOC ingestelde legpenning door meerdere schrijvers in de lijst van Nederlandse onderscheidingen opgenomen. 
De Erepenning wordt uitgereikt aan hen, die zich "voor de ontwikkeling van de sportieve gedachte in Nederland verdienstelijk hebben gemaakt".
Het is een ronde penning. De voorzijde vertoont een naar rechts gerichte kop van een Grieks olympisch sporter met een lauwertak langs zijn slapen. Daar omheen het randschrift "NEDERLANDSCH OLYMPISCH COMITÉ".
De keerzijde van de medaille is gebaseerd op een ouder ontwerp van W. Enderman van het atelier van Koninklijke Begeer in Zeist. keerzijde toont drie cirkels, één boven en twee onder, waarin de letters "N", "O" en "C" (Nederlands Olympisch Comité). Tussen de cirkels wordt de ruimte opgevuld door gestileerde lauwerbladen. Om dit tafereel, gelijk aan dat van de Vaardigheidsmedaille van het Nederlands Olympisch Comité is bij de Erepenning nog een extra band aangebracht. In deze band bevindt zich het randschrift "FEDERATIE VOOR LICHAAMSVAARDIGHEID".
Tussen 1932 en 1962 is de erepenning 33 maal uitgereikt. Onder de gedecoreerden bevinden zich KLM-directeur Albert Plesman en de olympisch goudenmedaillewinnaars Fanny Blankers-Koen en Sjoukje Dijkstra.
In 1914 was er al een op deze legpenning gelijkende "Vaardigheidsmedaille van het Nederlands Olympisch Comité" met bijna hetzelfde model, maar aan een lint,ingesteld. In 1956 behaalde de Haagse politie-ambtenaar L. Douwes voor de vijfentwintigste maal de Medaille voor vaardigheidsproeven van het Nederlands Olympisch Comité zodat hij als eerste en enige deelnemer de cijfers "25" in goud op het lint van de Medaille voor vaardigheidsproeven van het Nederlands Olympisch Comité in Goud mocht dragen. Om hem voor deze prestatie te eren kreeg de heer Douwes ook de Erepenning van het NOC.

## De medaille
De medaille is een zware ronde Erepenning, een zogenaamde legpenning, die in een doos wordt bewaard.